# Dan Butler
Daniel Eugene Butler, meglio conosciuto come Dan Butler (Huntington, 2 dicembre 1954), è un attore statunitense, conosciuto soprattutto per il ruolo di Bob "Bulldog" Briscoe nella sitcom Frasier.

## Biografia
Butler nacque Huntington, in Indiana e crebbe a Fort Wayne, figlio di Shirley, una casalinga, e di Andrew Butler, un farmacista. È stato tra i personaggi principali della commedia del 1989 di Terrence McNally intitolata The Lisbon Traviata e scrisse una commedia off Broadway riguardante la propria vita, The Only Thing Worse You Could Have Told Me..., titolo che proviene da un commento che il padre di Butler avrebbe presumibilmente fatto quando Dan usciva con lui.
Sebbene Butler non abbia mai nascosto la propria omosessualità, l'ha rivelata pubblicamente nello show televisivo Entertainment Tonight nel 1994.
È sposato con il produttore Richard Waterhouse.

## Filmografia

### Cinema
- Gioco mortale (The Manhattan Project), regia di Marshall Brickman (1986)
- Manhunter - Frammenti di un omicidio (Manhunter), regia di Michael Mann (1986)
- Che mi dici di Willy? (Longtime Companion), regia di Norman René (1989)
- La lunga strada verso casa (The Long Walk Home), regia di Richard Pearce (1990)
- Il silenzio degli innocenti (The Silence of the Lambs), regia di Jonathan Demme (1991)
- Finché dura siamo a galla (Captain Ron), regia di Thom Eberhardt (1992)
- Dave - Presidente per un giorno (Dave), regia di Ivan Reitman (1993)
- Sol levante (Rising Sun), regia di Philip Kaufman (1993)
- Inviati molto speciali (I Love Trouble), regia di Charles Shyer (1994)
- The Fan - Il mito (The Fun), regia di Tony Scott (1996)
- Nemico pubblico (Enemy of the State), regia di Tony Scott (1998)
- Sol Bianca: The Legacy, regia di Hiroyuki Ochi (1999)
- Clowns - cortometraggio, regia di Matthew Brown (1999)
- Soldifacili.com (The First $20 Million Is Always the Hardest), regia di Mick Jackson (2002)
- Fixing Frank, regia di Michael Selditch (2002)
- Geldersma - cortometraggio, regia di Joseph McKelheer (2004)
- Duck, Duck, Goose! - cortometraggio, regia di D.C. Douglas (2005)
- Karl Rove, I Love You, regia di Dan Butler e Phil Leirness (2007)
- Courage Doesn't Ask - cortometraggio, regia di Joe W. Acton (2007)
- Chronic Town, regia di Tom Hines (2008)
- Respect for Acting - cortometraggio, regia di Richard Waterhouse (2009)
- Crazy, Stupid, Love, regia di Glenn Ficarra e John Requa (2011)
- Pearl - cortometraggio, regia di Dan Butler (2012)
- Blonde, regia di Andrew Dominik (2022)

### Televisione
- Leg Work – serie TV, episodio 1x06 (1987)
- Everyday Heroes – film TV, regia di Helen Whitney (1990)
- Monsters – serie TV, episodio 3x12 (1990)
- Pappa e ciccia (Roseanne) – serie TV, episodi 4x02, 4x20 e 4x23 (1991-1992)
- In viaggio nel tempo (Quantum Leap) – serie TV, episodi 3x16 e 5x22 (1991-1993)
- The Days and Nights of Molly Dodd – serie TV, episodio 5x02 (1991)
- L'impossibile vendetta (The Rape of Doctor Willis) – film TV, regia di Lou Antonio (1991)
- Frannie's Turn – serie TV, episodio 1x06 (1992)
- Colombo (Columbo) – serie TV, episodio 10x05 (1992)
- From the Files of Joseph Wambaugh: A Jury of One – film TV, regia di Alan Metzger (1992)
- Tenchi Muyô! Ryô Ôki – serie TV (1992) - voce
- Frasier – serie TV, 53 episodi (1993-2004)
- Una famiglia come tante (Life Goes On) – serie TV, 1 episodio (1993)
- The Powers That Be – serie TV, episodio 2x13 (1993)
- La famiglia Brock (Picket Fences) – serie TV, episodio 2x02 (1993)
- Caroline in the City – serie TV, episodi 1x03-2x16 (1995-1997)
- X-Files (The X Files) – serie TV, episodio 2x14 (1995)
- The Assassination File – film TV, regia di John Harrison (1996)
- King of the Hill – serie TV, 2 episodi (1997-1998)
- Hey Arnold! – serie TV, 34 episodi (1997-2004)
- Aaahh!!! Real Monsters – serie TV, 1 episodio (1997) – voce
- Tracey Takes On... – serie TV, episodio 3x07 (1998)
- Star Trek: Voyager – serie TV, episodio 4x20 (1998)
- Dalla Terra alla Luna (From the Earth to the Moon) – miniserie TV, 2 episodi (1998)
- Just Shoot Me! – serie TV, episodio 2x24 (1998)
- Armistead Maupin's More Tales of the City – miniserie TV, episodio 1x02 (1998)
- Susan (Suddenly Susan) – serie TV, episodio 3x06 (1998)
- Il tocco di un angelo (Touched by an Angel) – serie TV, episodio 5x18 (1999)
- The Sissy Duckling – film TV, regia di Anthony Bell (1999)
- Ally McBeal – serie TV, episodio 3x06 (1999)
- Crossing Jordan – serie TV, episodio 1x20 (2002)
- American Dreams – serie TV, 4 episodi (2002)
- Senza traccia (Without a Trace) – serie TV, episodio 1x18 (2003)
- Miss Match – serie TV, episodio 1x09 (2003)
- Give Me Five (Quintuplets) – serie TV, episodio 1x05 (2004)
- Dr. Vegas – serie TV, episodio 1x04 (2004)
- Malcolm (Malcolm in the Middle) – serie TV, episodio 6x17 (2005)
- Supernatural – serie TV, episodio 1x07 (2005)
- Dr. House - Medical Division (House, M.D.) – serie TV, episodio 2x12 (2006)
- Detective Monk (Monk) – serie TV, episodio 5x16 (2007)
- Til Death - Per tutta la vita ('Til Death) – serie TV, episodio 1x17 (2007)
- Cashmere Mafia – serie TV, episodio 1x06 (2008)
- Prayers for Bobby – film TV, regia di Russell Mulcahy (2009)
- Law & Order: Criminal Intent – serie TV, episodio 9x11 (2010)
- The Mysteries of Laura – serie TV, episodio 1x04 (2014)
- Blindspot – serie TV, episodio 1x07 (2015)
- Blue Bloods – serie TV, episodio 6x19 (2016)
- Banshee - La città del male (Banshee) – serie TV, episodi 4x07 - 4x08 (2016)
- La nebbia (The Mist) – serie TV (2017)

## Doppiatori italiani
Nelle versioni in italiano delle opere in cui ha recitato, Dan Butler è stato doppiato da:
- Sergio Di Giulio in X-Files, Supernatural
- Oliviero Dinelli in Dr. House - Medical Division, Blue Bloods
- Giancarlo Prete in Manhunter - Frammenti di un omicidio
- Tonino Accolla ne Il silenzio degli innocenti
- Maurizio Fardo in Colombo
- Roberto Gammino in Frasier (st. 1-5)
- Vladimiro Conti in Frasier (st. 6-11)
- Carlo Cosolo in Inviati molto speciali
- Dario Penne in The Fan - Il mito
- Claudio De Davide in Nemico pubblico
- Sandro Iovino in Malcolm
- Sergio Di Stefano in Detective Monk
- Franco Mannella in Cashmere Mafia
- Oliviero Corbetta in Law & Order: Criminal Intent
- Sergio Lucchetti in The Mysteries of Laura
- Luca Dal Fabbro in Blindspot
- Gianni Giuliano ne La nebbia
- Angelo Nicotra in Banshee - La città del male
- Marco Mete in Blonde
- Giulio Pierotti in Tales of the City